# Бакинский кристальный зал
«Бакинский кристальный зал» или «Baku Crystal Hall» (азерб. Bakı Kristal Zalı) — построенный на Площади государственного флага в Баку (Азербайджан) спортивно-концертный комплекс, предназначенный для проведения международных культурно-массовых мероприятий. 25 января 2012 года было объявлено о том, что в комплексе будет проведён конкурс песни Евровидение 2012. Официально строительство завершено 16 апреля 2012 года. Открытие комплекса состоялось 7 мая этого же года, а полуфиналы и финал конкурса прошли 22-26 мая.

## Характеристики комплекса

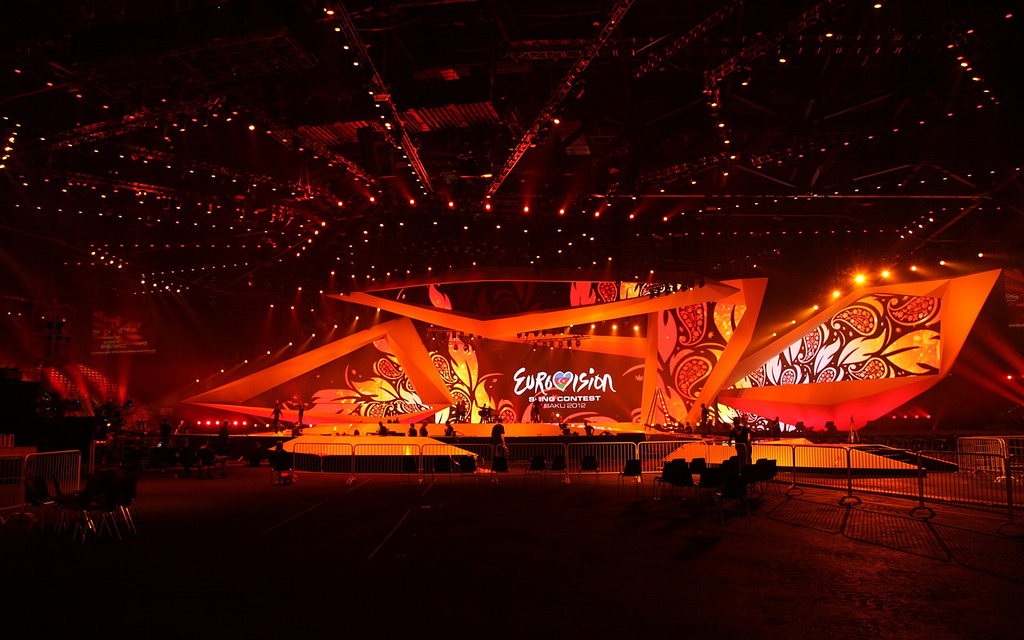
Зал и сцена для Евровидения 2012

Комплекс вмещает более 23 тысяч человек. Компания Alpine BAU Deutschland AG также утверждает, что «комплекс соответствует современным международным стандартам, имеет достаточно входов и выходов для обеспечения беспрепятственного приёма посетителей». В соответствии со стандартами, при возникновении каких-либо чрезвычайных ситуаций все посетители стадиона могут быть эвакуированы за восемь минут". Ещё 16 тысяч зрителей имеют возможность смотреть проводимые в зале выступления, в том числе Евровидение-2012, в прямом эфире на больших мониторах снаружи. Близ комплекса также предусмотрен медиацентр на 1500 человек.

Макет Бакинского кристального зала в Культурном центре Гейдара Алиева

Фасад Crystal Hall оснащён многочисленными современными динамическими световыми установками в зале и снаружи, позволяющими создавать различные эффекты. Внешние стены фасада исполнены в виде светящихся кристаллов с тысячами светопанелей, позволяющих отражать около 45 тысяч цветовых оттенков и создающих в вечерне-ночное время сплошную яркую архитектурную подсветку объекта, включая различные изображения. На конкурсе Евровидение-2012 во время выхода на сцену каждого исполнителя освещение внешних стен воспроизводит цвета флага его страны. Это наружное освещение, а также дополняющее его и меняющие направление прожекторные лучи можно увидеть даже из самой дальней точки Баку.
Создатель спецэффектов — швейцарская компания Nüssli International AG — заявляет, что ни в одном городе мира ещё не было ничего подобного.

## Строительство комплекса

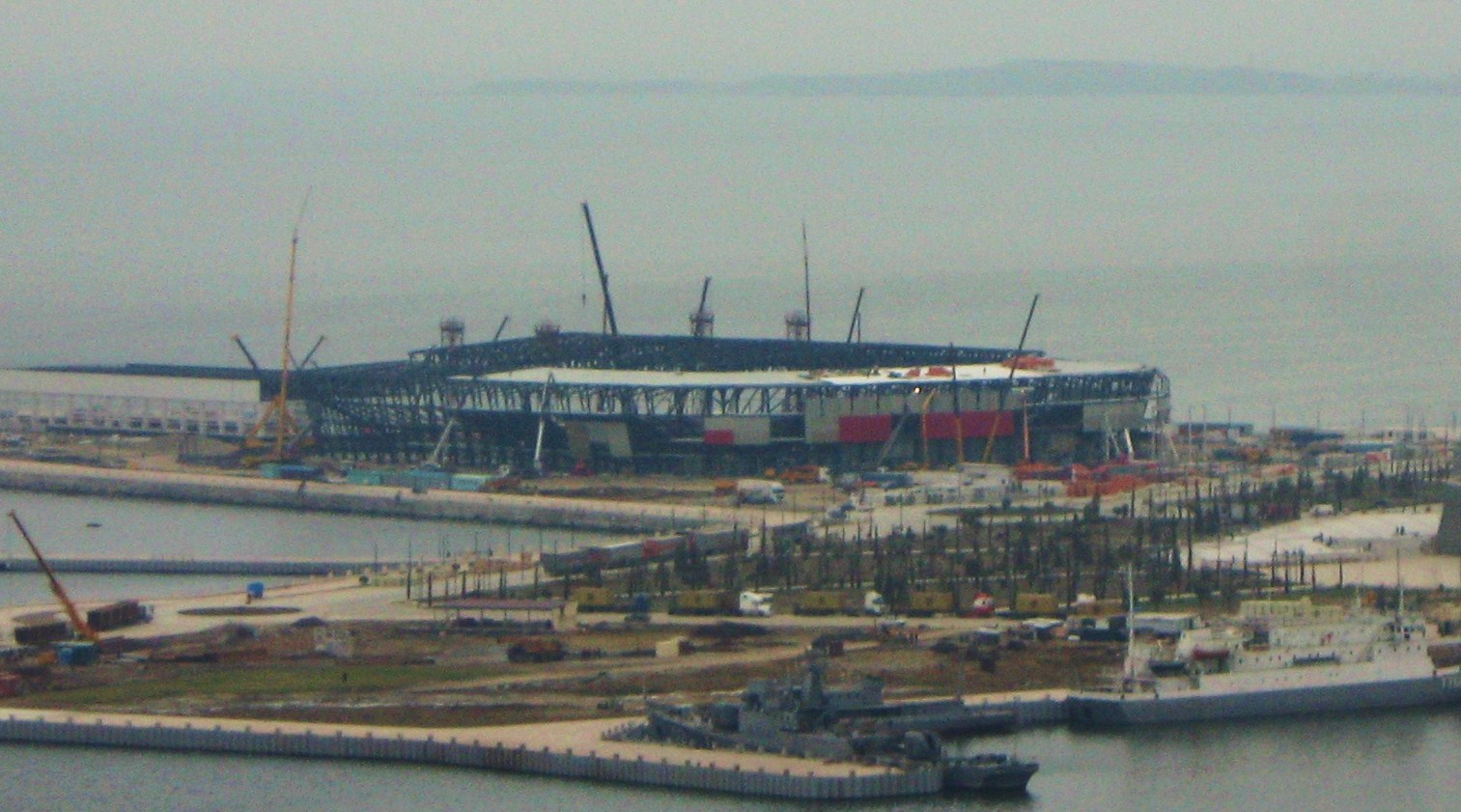
Строительство (январь 2012)

Мероприятия в связи со строительством в Баку комплекса провёл государственный комитет согласно соответствующему распоряжению президента республики Ильхама Алиева, выделившего на начало строительства комплекса 6 млн манатов.
Генеральным дизайнером проекта комплекса является немецкая компания «gmp», дизайнером стадиона — швейцарская компания Nussli. Строительство трёх частей стадиона — самого поля, фасада и крыши — начато одновременно.
16 апреля 2012 года состоялась конференция, на котором Исполнительный директор Фонда Гейдара Алиева Анар Алекперов и руководитель Рабочей группы Евровидение-2012 Адиль Керимли сообщили журналистам о завершении строительства Бакинского кристального зала. 7 мая состоялось открытие комплекса, на котором приняли участие президент Азербайджана Ильхам Алиев и его супруга Мехрибан Алиева.

## Концерты

### Евровидение 2012

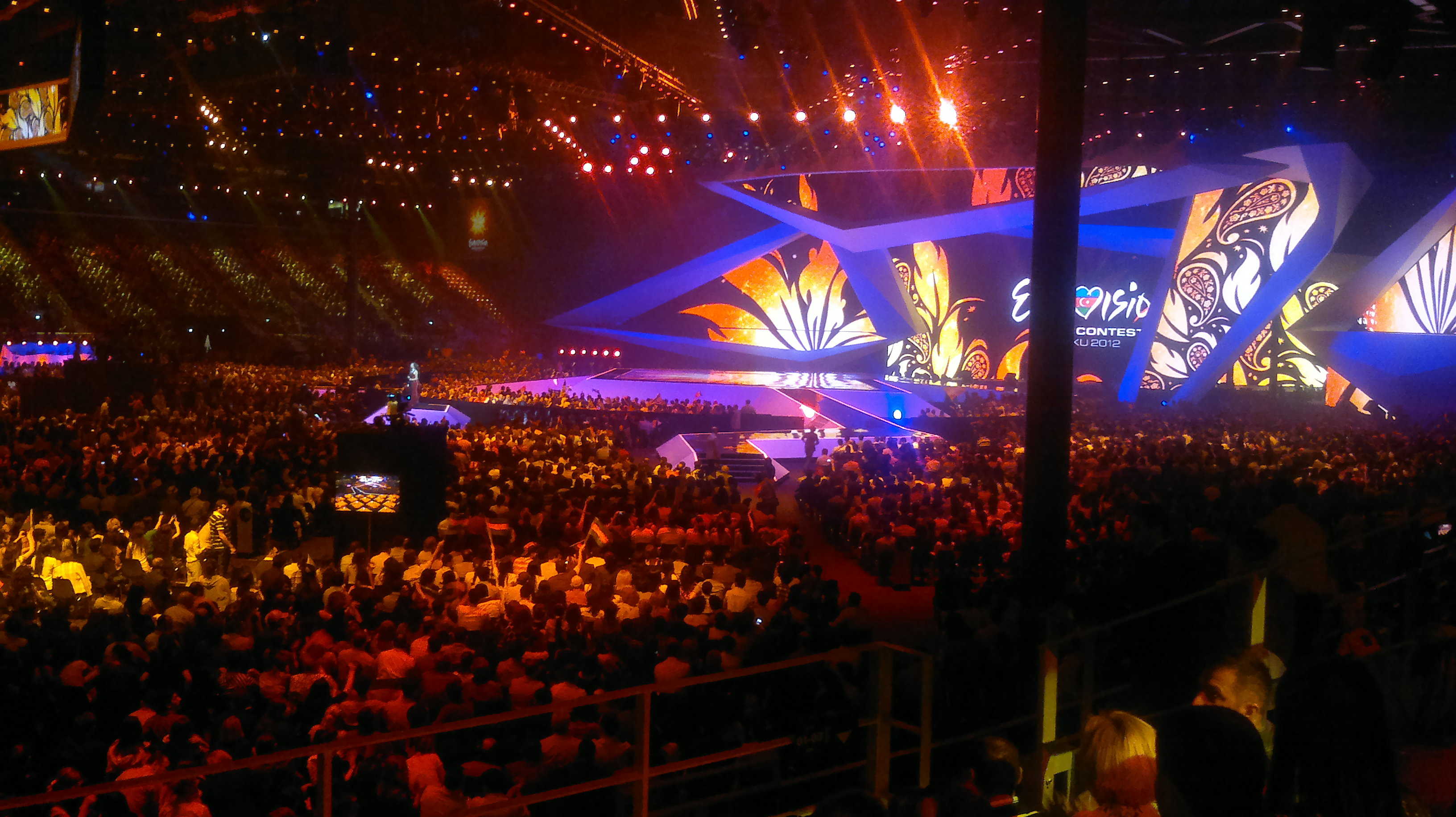
Зал во время первого полуфинала конкурса

Первым мероприятием, который состоялся в Кристальном зале стал конкурс песни Евровидение 2012, для которого и был построен комплекс. Выступления участников состоялись 22 мая, 24 мая (полуфиналы) и 26 мая (финал). На сцене зала выступали участники из 42 стран.
Перед выступлением представителя каждой страны демонстрировались ролики, изображающие Азербайджан с различных ракурсов (природу, народные традиции, культуру, памятники архитектуры). Данные зарисовки дополнялись комментариями (например, Земля изобилия, Земля поэзии и т. д.), затем появлялись названия показанных городов или географических объектов, показывающих ландшафт и культуру страны. Некоторые зарисовки были посвящены и городу Баку. Ролики заканчивались светомузыкой Кристального зала, светившегося цветами флага выступающей страны. Каждая визитная карточка начиналась с появления артиста, затем появлялись флаг и название страны.

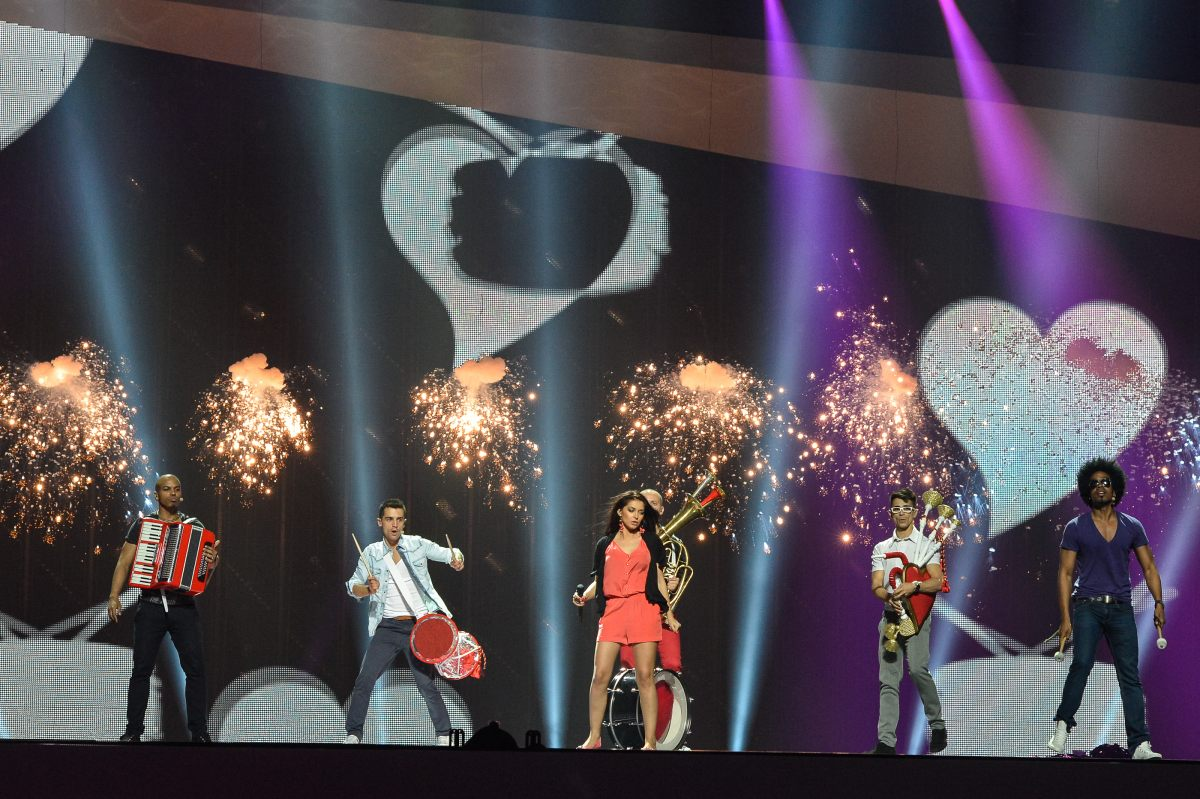
Группа Mandinga (представитель Румынии) на сцене зала

Помимо выступления самих участников 22 мая состоялось выступление на нагаре заслуженного артиста Азербайджана Натика Ширинова вместе со своим ансамблем — группой «Ритм». Также на сцене в национальных костюмах выступали исполнители народных танцев и народной музыки., а 24 — выступление последних пяти победителей конкурса, каждый из которых (за исключением «Ell & Nikki») спел отрывок из своей победной песни. Исполнение каждого из них сопровождалось игрой музыкантов на азербайджанских народных инструментах: Димы Билана — на балабане, Марии Шерифович — на таре, Александра Рыбака — на кяманче, Лены Майер — на сазе и нагаре. В конце все шестеро исполнили песню «Waterloo», принёсшей победу группе ABBA из Швеции на Конкурсе песни Евровидение 1974. Финал же конкурса начался исполнением народной музыки на балабане, мугама Алимом Гасымовым и исполнением народных танцев, перед началом выступления участников за одну минуту было показано как строился Кристальный зал, а в интервале между выступлениями участников и объявлением голосов выступил российский певец азербайджанского происхождения Эмин Агаларов. Также прозвучала мелодия из песни Муслима Магомаева «Азербайджан».

### Дженнифер Лопес

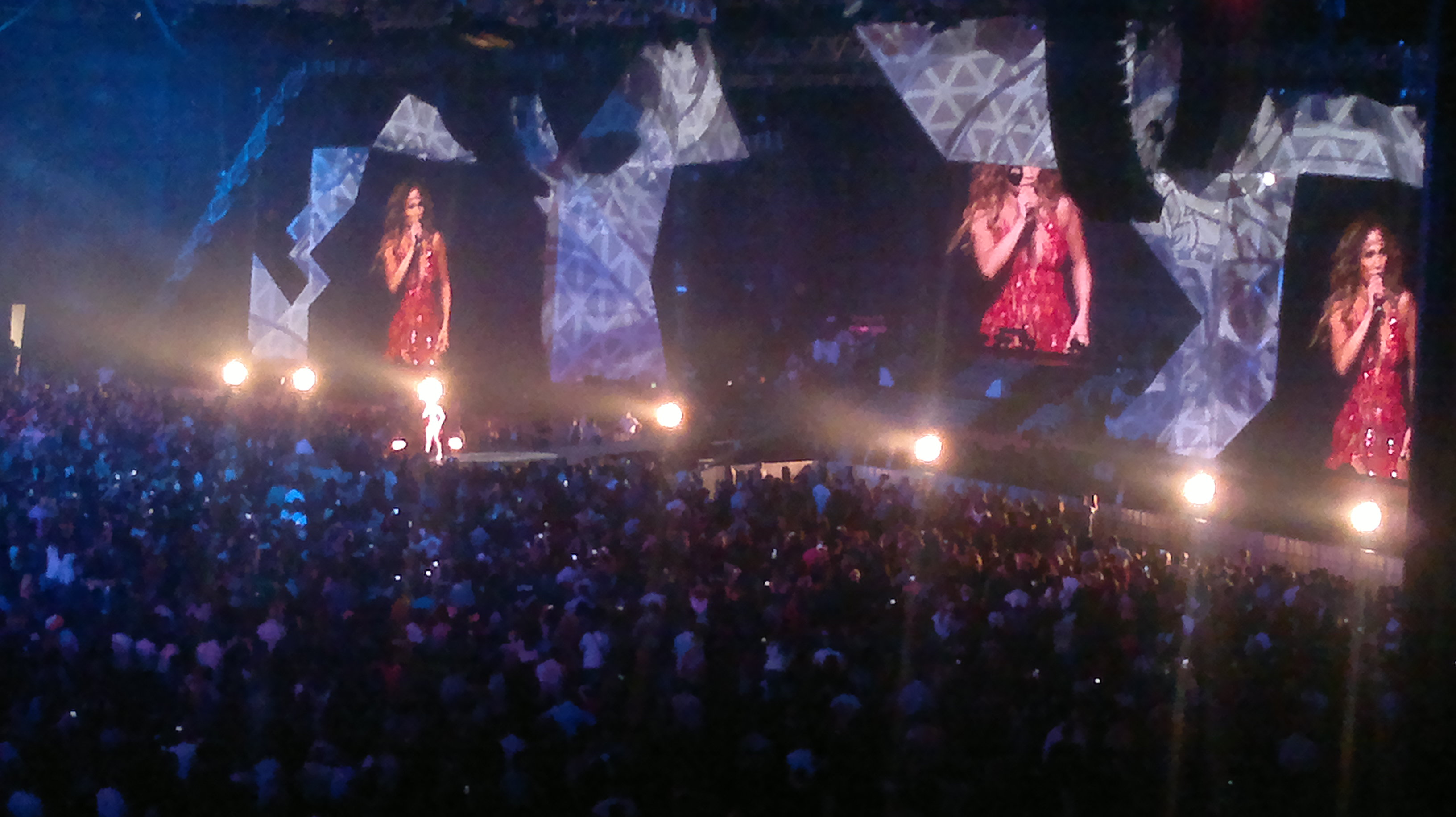
Выступление Дженнифер Лопес в Baku Crystall Hall

23 сентября 2012 года в «Crystal Hall» состоялся концерт Дженнифер Лопес, которая представила в Азербайджане программу «Dance again», с которой гастролирует по всему миру. Вместе с Джей Ло в Баку прибыли 65 грузовиков, 5 самолётов и около 500 привлечённых сотрудников. По заявлению самой певицы, её концерт был посвящён борьбе с пиратством в музыкальной индустрии. Организатором концерта была компания Omnikomo Music Group, являющаяся официальным представителем Universal Music Group в Баку.
Перед началом выступления Лопес на разогреве выступил певец Эмин Агаларов, концерт которого запомнился также благодарственным упоминанием Муслима Магомаева, который пел на экране «О море, море…», а часть публики аплодировала его памяти стоя.
Дженнифер Лопес появилась на сцене, окружённая клубами дыма. Она пела и танцевала около 50 минут В числе исполненных ею песен были и такие хиты, как «Let’s Get Loud», «Papi», «On the Floor». Сценические костюмы Дженнифер меняла несколько раз. Закончилось выступление исполнением песни «Dance Again».

### Rihanna
6 октября 2012 года Рианна представила Баку в Бакинском кристальном зале шоу «Я влюбилась в супер Баку!». Концерт певицы в Баку был посвящён борьбе с пиратством в музыкальной индустрии.
Перед выходом на сцену Рианны была представлена полуторачасовая концертная программа с участием молодой певицы Гюльтекин, DJ Magnum, а также ритм-группы под управлением Натика Ширинова.

### Айгюн Кязимова
22 сентября 2017 года Айгюн Кязимова выступила с программой Айгюн-30.

## Спортивные соревнования
В феврале 2012 года организационный комитет по проведению Олимпийских игр 2020 года в Баку выдвинул Бакинский кристальный зал для проведения соревнований по дзюдо и борьбе. Однако, Баку не был выбран для проведения Олимпиады.
29 июня 2013 года на площадке Baku Crystall Hall прошёл отборочный этап баскетбольного турнира 1 на 1 Red Bull King of the Rock. В соревнованиях приняло участие 64 спортсмена. Победу одержал баскетболист сборной Азербайджана Амиль Гамзаев, которому представился шанс представить Азербайджан в финале турнира в Сан-Франциско (США), во дворе известной американской тюрьмы Алькатрас.
15-16 марта 2014 года в Baku Crystal Hall прошли Финалы четырёх Женской Лиги чемпионов ЕКВ 2013/2014.
В 2015 году в Бакинском кристальном зале провели соревнования по волейболу, фехтованию, карате, боксу и тхэквондо в рамках I Европейских игр.
В сентябре 2016 года в Baku Crystall Hall прошла Шахматная олимпиада.
С 12 по 21 мая 2017 года в первом зале прошли соревнования по волейболу IV игр исламской солидарности.
В мае 2025 года пройдёт заключительный тур и закрытие шахматного фестиваля Баку Опен 2025.